# Vuelta a España 2023
Vuelta a España 2023 var den 78:e upplagan av det spanska etapploppet Vuelta a España. Det 3169,9 km långa cykelloppet började den 26 augusti 2023 i Barcelona och avslutades 17 september i Madrid.

## Etapperna
| Etapp | Datum   | Start – mål                                              | type          | Distans (km) | Höjdskillnad (m) | Etappvinnare          | Totalledare     |
| ----- | ------- | -------------------------------------------------------- | ------------- | ------------ | ---------------- | --------------------- | --------------- |
| 1     | 26 aug  | Barcelona – Barcelona                                    | Lagtempoetapp | 14,8         | 66 m             | Team DSM-Firmenich    | Lorenzo Milesi  |
| 2     | 27 aug  | Mataró – Barcelona                                       |               | 181,8        | 2 619 m          | Andreas Kron          | Andrea Piccolo  |
| 3     | 28 aug  | Súria – Arinsal                                          | Bergsetapp    | 158,5        | 3 486 m          | Remco Evenepoel       | Remco Evenepoel |
| 4     | 29 aug  | Andorra la Vella – Tarragona                             |               | 183,6        | 1 798 m          | Kaden Groves          | Remco Evenepoel |
| 5     | 30 aug  | Morella – Burriana                                       |               | 186,2        | 2 384 m          | Kaden Groves          | Remco Evenepoel |
| 6     | 31 aug  | La Vall d'Uixó – Astrophysical Observatory of Javalambre | Bergsetapp    | 183,1        | 3 976 m          | Sepp Kuss             | Lenny Martinez  |
| 7     | 1 sep   | Utiel – Oliva                                            | Flack etapp   | 200,8        | 987 m            | Geoffrey Soupe        | Lenny Martinez  |
| 8     | 2 sep   | Denia – Xorret del Catí                                  | Bergsetapp    | 165          | 3 611 m          | Primož Roglič         | Sepp Kuss       |
| 9     | 3 sep   | Cartagena – Caravaca de la Cruz                          | Bergsetapp    | 184,5        | 2 972 m          | Lennard Kämna         | Sepp Kuss       |
|       | 4 sep.  | Vilodag                                                  | Vilodag       |              |                  |                       |                 |
| 10    | 5 sep   | Valladolid – Valladolid                                  | Tempoetapp    | 25,8         | 112 m            | Filippo Ganna         | Sepp Kuss       |
| 11    | 6 sep   | Lerma – Black Lake of Urbión                             | Kuperat       | 163,2        | 2 215 m          | Jesús Herrada         | Sepp Kuss       |
| 12    | 7 sep   | Ólvega – Zaragoza                                        | Flack etapp   | 150,6        | 888 m            | Juan Sebastián Molano | Sepp Kuss       |
| 13    | 8 sep   | Formigal – Col du Tourmalet                              | Bergsetapp    | 134,7        | 4 282 m          | Jonas Vingegaard      | Sepp Kuss       |
| 14    | 9 sep   | Sauveterre-de-Béarn – Larra-Belagua                      | Bergsetapp    | 156,2        | 4 655 m          | Remco Evenepoel       | Sepp Kuss       |
| 15    | 10 sep  | Pamplona – Lekunberri                                    | Kuperat       | 158,3        | 2 331 m          | Rui Costa             | Sepp Kuss       |
|       | 11 sep. | Vilodag                                                  | Vilodag       |              |                  |                       |                 |
| 16    | 12 sep  | Liencres – Bejes                                         | Kuperat       | 120,1        | 2 089 m          | Jonas Vingegaard      | Sepp Kuss       |
| 17    | 13 sep  | Ribadesella – Alto de L'Angliru                          | Bergsetapp    | 124,4        | 3 303 m          | Primož Roglič         | Sepp Kuss       |
| 18    | 14 sep  | Pola de Allande – Cruz de Llinares                       | Bergsetapp    | 178,9        | 4 624 m          | Remco Evenepoel       | Sepp Kuss       |
| 19    | 15 sep  | Bañeza – Íscar                                           | Flack etapp   | 177,1        | 935 m            | Alberto Dainese       | Sepp Kuss       |
| 20    | 16 sep  | Manzanares el Real – Guadarrama                          | Kuperat       | 207,8        | 4 330 m          | Wout Poels            | Sepp Kuss       |
| 21    | 17 sep  | Zarzuela race track – Madrid                             | Flack etapp   | 101,1        | 854 m            | Kaden Groves          | Sepp Kuss       |